# Gargnano
Gargnano (lombardul: Gargnà) település Olaszországban, Lombardia régióban, Brescia megyében. Lakosainak száma 2680 fő (2023. január 1.). Gargnano Brenzone, Capovalle, Tignale, Torri del Benaco, Valvestino, Vobarno és Toscolano-Maderno községekkel határos.

## Népesség
A település lakossága az elmúlt években az alábbi módon változott:
| Lakosok száma | 2878 | 2865 | 2680 |
|               | 2017 | 2018 | 2023 |